# Gonomyia virgata
Gonomyia virgata là một loài ruồi trong họ Limoniidae. Chúng phân bố ở miền Tân bắc.